# Harmodio Arias Cerjack
Harmodio Arias Cerjack (c. 1956 – 6 de febrero de 2014) fue un político panameño. Sería uno de los máximos artífices en conseguir que en 1994 Panamá ingresara a la Organización Mundial del Comercio. Posteriormente, Arias Cerjack ocupó diversos cargos públicos, entre ellos, el de viceministro de Comercio e Industrias en el gobierno de Guillermo Endara y Ministro de Relaciones Exteriores en la administración de Mireya Moscoso entre 2003 y 2004. Durante su mandato, fue el encargado de la Transferencia del Canal de Panamá.